# Holocryptis albida
Holocryptis albida är en fjärilsart som beskrevs av George Francis Hampson 1918. Holocryptis albida ingår i släktet Holocryptis och familjen nattflyn. Inga underarter finns listade i Catalogue of Life.